# 暁に立つライオン
『暁に立つライオン』（あかつきにたつらいおん）は、篠原千絵による日本の漫画作品。トルコのサフランボルを舞台としたサスペンスロマン傑作。『Betsucomi』（小学館）2003年5月号から7月号まで全3話が短期連載された。全1巻。単行本の巻末には、2003年7月に篠原が描いた「トルコ取材雑記」も収録。

## 概要
コミックス収録の「トルコ取材雑記」では以下のような経緯が描かれている。
長期連載となった『天は赤い河のほとり』が2002年に完結したことで、篠原は1年の休暇を計画していた。2002年の秋に『天は赤い河のほとり』の読者を対象としたトルコツアーの企画が持ち上がり、篠原もアシスタントともどもこれに参加することにした。その後、トルコ（ヒッタイト）の史実上の人物を登場させる歴史漫画である『天は赤い河のほとり』を日本人が描いているということで、トルコの新聞記者にインタビューされ、その時に酒の勢いもあって、秋のトルコツアーのことに触れ、これを取材にして読み切り作品の執筆を公言してしまう。このため、休暇は半年に短縮され、本作が執筆される経緯となった。

## ストーリー
えりなの下に、2年以上前からトリコでNPO活動に携わっていた兄鷹士が同僚の殺人犯として国際指名手配になったという知らせが届く。鷹士が所属していたNPO団体代表のシンクレアの誘いもあって、えりなはトルコへ赴くことにする。えりなが日本を立とうとするときに、トルコから鷹士の出した国際郵便が届く。何の手紙もなく、ムスカが入っているだけだった。
イスタンブールに着いたえりなは、シンクレアのNPO団体職員が住む家に泊まるが、そこで何者かに命を狙われる。鷹士が向かった可能性があると、えりなは独りでサフランボルへ向かったが、その途中でも再び何者かに命を狙われる。そこを救ってくれたのは、アルプ・アスランだった。
サフランボルの郵便局で、確かに手紙を出したのが鷹士であることが判ったとき、シンクレアが2人を襲った。アルプ・アスランは麻薬捜査官であり、シンクレアが麻薬密売の大物ということで潜入捜査をしていたのだった。鷹士が送ったムスカの中には、えりなに宛てた手紙が入っているだけで、シンクレアが麻薬密売に関しているという証拠は無かった。しかし、えりながムスカが送られてきた封筒の宛名書きシールの下に写真が隠されていたことに気付く。その写真はシンクレアと先日逮捕されたロシアの大物麻薬販売人との会合の写真だった。

## 登場人物
和泉 えりな（いずみ えりな）
早くに両親を亡くし、兄と共に叔父夫婦に引き取られた。高校3年生。
和泉 鷹士（いずみ たかし）
えりなの兄。えりなが高校に進学するときにNPO活動でイスタンブールへ行き、アフガニスタンやイラクからの難民支援に携わる。
ミハイル・シムキン
殺害されたNPO職員。29歳。鷹士の同僚。ロシア人。
シンクレア・ショーン
NPO団体「自由（ヒューリエット）」代表。
シェリフェ・ミカ・アイドードゥ
ヒューリエットのメンバー。トルコと日本のハーフ。鷹士の恋人。
アルプ・アスラン・タネル
ヒューリエットの新人メンバー。トルコ人。名前は11世紀に実在した王・アルプ・アルスラーンに因む。
「トルコ取材雑記」に依れば、篠原のトルコツアーにガイドとして就いた人物の名前。

## 書誌情報
- 『暁に立つライオン』 小学館〈フラワーコミックス〉、2003年9月20日第1刷発行、ISBN 4-09-138391-2